# Automobilklub Rzemieślnik
Automobilklub „Rzemieślnik” – organizacja non-profit z siedzibą w Warszawie, mająca na celu popularyzację i rozwój sportów motorowych, turystyki motorowej i bezpieczeństwa w ruchu drogowym.

## Historia
Historia klubu sięga 1975 roku, kiedy to przy Cechu Rzemiosł Motoryzacyjnych w Warszawie powstał Autoklub Rzemieślnik. Założycielem stowarzyszenia był działacz Stronnictwa Demokratycznego, Mirosław Krawczyk. Członkami stowarzyszenia zostały osoby związane ze sportami motorowymi, wywodzące się szczególnie z Automobilklubu Warszawskiego. Autoklub uzyskał od Cechu Rzemiosł Motoryzacyjnych lokal przy ulicy Podwale. W 1982 roku klub uzyskał osobowość prawną. W następnych latach nastąpiła zmiana lokalu na znajdujący się przy ulicy Świętokrzyskiej, a później również przy ulicy Żytniej. W połowie lat 80. Autoklub został członkiem zwyczajnym Polskiego Związku Motorowego. W 1990 roku zmieniono nazwę na Automobilklub Rzemieślnik.

## Działalność
Celem klubu jest, zgodnie z jego statutem „upowszechnianie i rozwijanie wśród społeczeństwa kultury motoryzacyjnej oraz podejmowanie
wszelkich działań na rzecz bezpieczeństwa ruchu drogowego”, a także popularyzacja sportu motorowego i turystyki motorowej. Klub realizuje tę działalność poprzez organizację zawodów, delegację członków na zawody, prowadzenie szkoleń i in.
Automobilklub Rzemieślnik jest właścicielem giełdy w Słomczynie.